# 1637
Portal Geschichte | Portal Biografien | Aktuelle Ereignisse | Jahreskalender | Tagesartikel

◄ |
16. Jahrhundert |
17. Jahrhundert
| 18. Jahrhundert | ►

◄ |
1600er |
1610er |
1620er |
1630er
| 1640er | 1650er | 1660er | ►

◄◄ |
◄ |
1633 |
1634 |
1635 |
1636 |
1637
| 1638 | 1639 | 1640 | 1641 | ► | ►►
Staatsoberhäupter  · Nekrolog   · Musikjahr
| Januar | Januar | Januar | Januar | Januar | Januar | Januar | Januar |
| Kw     | Mo     | Di     | Mi     | Do     | Fr     | Sa     | So     |
| ------ | ------ | ------ | ------ | ------ | ------ | ------ | ------ |
| 1      |        |        |        | 1      | 2      | 3      | 4      |
| 2      | 5      | 6      | 7      | 8      | 9      | 10     | 11     |
| 3      | 12     | 13     | 14     | 15     | 16     | 17     | 18     |
| 4      | 19     | 20     | 21     | 22     | 23     | 24     | 25     |
| 5      | 26     | 27     | 28     | 29     | 30     | 31     |        |

| Februar | Februar | Februar | Februar | Februar | Februar | Februar | Februar |
| Kw      | Mo      | Di      | Mi      | Do      | Fr      | Sa      | So      |
| ------- | ------- | ------- | ------- | ------- | ------- | ------- | ------- |
| 5       |         |         |         |         |         |         | 1       |
| 6       | 2       | 3       | 4       | 5       | 6       | 7       | 8       |
| 7       | 9       | 10      | 11      | 12      | 13      | 14      | 15      |
| 8       | 16      | 17      | 18      | 19      | 20      | 21      | 22      |
| 9       | 23      | 24      | 25      | 26      | 27      | 28      |         |

| März | März | März | März | März | März | März | März |
| Kw   | Mo   | Di   | Mi   | Do   | Fr   | Sa   | So   |
| ---- | ---- | ---- | ---- | ---- | ---- | ---- | ---- |
| 9    |      |      |      |      |      |      | 1    |
| 10   | 2    | 3    | 4    | 5    | 6    | 7    | 8    |
| 11   | 9    | 10   | 11   | 12   | 13   | 14   | 15   |
| 12   | 16   | 17   | 18   | 19   | 20   | 21   | 22   |
| 13   | 23   | 24   | 25   | 26   | 27   | 28   | 29   |
| 14   | 30   | 31   |      |      |      |      |      |

| April | April | April | April | April | April | April | April |
| Kw    | Mo    | Di    | Mi    | Do    | Fr    | Sa    | So    |
| ----- | ----- | ----- | ----- | ----- | ----- | ----- | ----- |
| 14    |       |       | 1     | 2     | 3     | 4     | 5     |
| 15    | 6     | 7     | 8     | 9     | 10    | 11    | 12    |
| 16    | 13    | 14    | 15    | 16    | 17    | 18    | 19    |
| 17    | 20    | 21    | 22    | 23    | 24    | 25    | 26    |
| 18    | 27    | 28    | 29    | 30    |       |       |       |

| Mai | Mai | Mai | Mai | Mai | Mai | Mai | Mai |
| Kw  | Mo  | Di  | Mi  | Do  | Fr  | Sa  | So  |
| --- | --- | --- | --- | --- | --- | --- | --- |
| 18  |     |     |     |     | 1   | 2   | 3   |
| 19  | 4   | 5   | 6   | 7   | 8   | 9   | 10  |
| 20  | 11  | 12  | 13  | 14  | 15  | 16  | 17  |
| 21  | 18  | 19  | 20  | 21  | 22  | 23  | 24  |
| 22  | 25  | 26  | 27  | 28  | 29  | 30  | 31  |

| Juni | Juni | Juni | Juni | Juni | Juni | Juni | Juni |
| Kw   | Mo   | Di   | Mi   | Do   | Fr   | Sa   | So   |
| ---- | ---- | ---- | ---- | ---- | ---- | ---- | ---- |
| 23   | 1    | 2    | 3    | 4    | 5    | 6    | 7    |
| 24   | 8    | 9    | 10   | 11   | 12   | 13   | 14   |
| 25   | 15   | 16   | 17   | 18   | 19   | 20   | 21   |
| 26   | 22   | 23   | 24   | 25   | 26   | 27   | 28   |
| 27   | 29   | 30   |      |      |      |      |      |

| Juli | Juli | Juli | Juli | Juli | Juli | Juli | Juli |
| Kw   | Mo   | Di   | Mi   | Do   | Fr   | Sa   | So   |
| ---- | ---- | ---- | ---- | ---- | ---- | ---- | ---- |
| 27   |      |      | 1    | 2    | 3    | 4    | 5    |
| 28   | 6    | 7    | 8    | 9    | 10   | 11   | 12   |
| 29   | 13   | 14   | 15   | 16   | 17   | 18   | 19   |
| 30   | 20   | 21   | 22   | 23   | 24   | 25   | 26   |
| 31   | 27   | 28   | 29   | 30   | 31   |      |      |

| August | August | August | August | August | August | August | August |
| Kw     | Mo     | Di     | Mi     | Do     | Fr     | Sa     | So     |
| ------ | ------ | ------ | ------ | ------ | ------ | ------ | ------ |
| 31     |        |        |        |        |        | 1      | 2      |
| 32     | 3      | 4      | 5      | 6      | 7      | 8      | 9      |
| 33     | 10     | 11     | 12     | 13     | 14     | 15     | 16     |
| 34     | 17     | 18     | 19     | 20     | 21     | 22     | 23     |
| 35     | 24     | 25     | 26     | 27     | 28     | 29     | 30     |
| 36     | 31     |        |        |        |        |        |        |

| September | September | September | September | September | September | September | September |
| Kw        | Mo        | Di        | Mi        | Do        | Fr        | Sa        | So        |
| --------- | --------- | --------- | --------- | --------- | --------- | --------- | --------- |
| 36        |           | 1         | 2         | 3         | 4         | 5         | 6         |
| 37        | 7         | 8         | 9         | 10        | 11        | 12        | 13        |
| 38        | 14        | 15        | 16        | 17        | 18        | 19        | 20        |
| 39        | 21        | 22        | 23        | 24        | 25        | 26        | 27        |
| 40        | 28        | 29        | 30        |           |           |           |           |

| Oktober | Oktober | Oktober | Oktober | Oktober | Oktober | Oktober | Oktober |
| Kw      | Mo      | Di      | Mi      | Do      | Fr      | Sa      | So      |
| ------- | ------- | ------- | ------- | ------- | ------- | ------- | ------- |
| 40      |         |         |         | 1       | 2       | 3       | 4       |
| 41      | 5       | 6       | 7       | 8       | 9       | 10      | 11      |
| 42      | 12      | 13      | 14      | 15      | 16      | 17      | 18      |
| 43      | 19      | 20      | 21      | 22      | 23      | 24      | 25      |
| 44      | 26      | 27      | 28      | 29      | 30      | 31      |         |

| November | November | November | November | November | November | November | November |
| Kw       | Mo       | Di       | Mi       | Do       | Fr       | Sa       | So       |
| -------- | -------- | -------- | -------- | -------- | -------- | -------- | -------- |
| 44       |          |          |          |          |          |          | 1        |
| 45       | 2        | 3        | 4        | 5        | 6        | 7        | 8        |
| 46       | 9        | 10       | 11       | 12       | 13       | 14       | 15       |
| 47       | 16       | 17       | 18       | 19       | 20       | 21       | 22       |
| 48       | 23       | 24       | 25       | 26       | 27       | 28       | 29       |
| 49       | 30       |          |          |          |          |          |          |

| Dezember | Dezember | Dezember | Dezember | Dezember | Dezember | Dezember | Dezember |
| Kw       | Mo       | Di       | Mi       | Do       | Fr       | Sa       | So       |
| -------- | -------- | -------- | -------- | -------- | -------- | -------- | -------- |
| 49       |          | 1        | 2        | 3        | 4        | 5        | 6        |
| 50       | 7        | 8        | 9        | 10       | 11       | 12       | 13       |
| 51       | 14       | 15       | 16       | 17       | 18       | 19       | 20       |
| 52       | 21       | 22       | 23       | 24       | 25       | 26       | 27       |
| 53       | 28       | 29       | 30       | 31       |          |          |          |

| Januar | Januar | Januar | Januar | Januar | Januar | Januar | Januar |
| Kw     | Mo     | Di     | Mi     | Do     | Fr     | Sa     | So     |
| ------ | ------ | ------ | ------ | ------ | ------ | ------ | ------ |
| 1      |        |        |        | 1      | 2      | 3      | 4      |
| 2      | 5      | 6      | 7      | 8      | 9      | 10     | 11     |
| 3      | 12     | 13     | 14     | 15     | 16     | 17     | 18     |
| 4      | 19     | 20     | 21     | 22     | 23     | 24     | 25     |
| 5      | 26     | 27     | 28     | 29     | 30     | 31     |        |

| Februar | Februar | Februar | Februar | Februar | Februar | Februar | Februar |
| Kw      | Mo      | Di      | Mi      | Do      | Fr      | Sa      | So      |
| ------- | ------- | ------- | ------- | ------- | ------- | ------- | ------- |
| 5       |         |         |         |         |         |         | 1       |
| 6       | 2       | 3       | 4       | 5       | 6       | 7       | 8       |
| 7       | 9       | 10      | 11      | 12      | 13      | 14      | 15      |
| 8       | 16      | 17      | 18      | 19      | 20      | 21      | 22      |
| 9       | 23      | 24      | 25      | 26      | 27      | 28      |         |

| März | März | März | März | März | März | März | März |
| Kw   | Mo   | Di   | Mi   | Do   | Fr   | Sa   | So   |
| ---- | ---- | ---- | ---- | ---- | ---- | ---- | ---- |
| 9    |      |      |      |      |      |      | 1    |
| 10   | 2    | 3    | 4    | 5    | 6    | 7    | 8    |
| 11   | 9    | 10   | 11   | 12   | 13   | 14   | 15   |
| 12   | 16   | 17   | 18   | 19   | 20   | 21   | 22   |
| 13   | 23   | 24   | 25   | 26   | 27   | 28   | 29   |
| 14   | 30   | 31   |      |      |      |      |      |

| April | April | April | April | April | April | April | April |
| Kw    | Mo    | Di    | Mi    | Do    | Fr    | Sa    | So    |
| ----- | ----- | ----- | ----- | ----- | ----- | ----- | ----- |
| 14    |       |       | 1     | 2     | 3     | 4     | 5     |
| 15    | 6     | 7     | 8     | 9     | 10    | 11    | 12    |
| 16    | 13    | 14    | 15    | 16    | 17    | 18    | 19    |
| 17    | 20    | 21    | 22    | 23    | 24    | 25    | 26    |
| 18    | 27    | 28    | 29    | 30    |       |       |       |

| Mai | Mai | Mai | Mai | Mai | Mai | Mai | Mai |
| Kw  | Mo  | Di  | Mi  | Do  | Fr  | Sa  | So  |
| --- | --- | --- | --- | --- | --- | --- | --- |
| 18  |     |     |     |     | 1   | 2   | 3   |
| 19  | 4   | 5   | 6   | 7   | 8   | 9   | 10  |
| 20  | 11  | 12  | 13  | 14  | 15  | 16  | 17  |
| 21  | 18  | 19  | 20  | 21  | 22  | 23  | 24  |
| 22  | 25  | 26  | 27  | 28  | 29  | 30  | 31  |

| Juni | Juni | Juni | Juni | Juni | Juni | Juni | Juni |
| Kw   | Mo   | Di   | Mi   | Do   | Fr   | Sa   | So   |
| ---- | ---- | ---- | ---- | ---- | ---- | ---- | ---- |
| 23   | 1    | 2    | 3    | 4    | 5    | 6    | 7    |
| 24   | 8    | 9    | 10   | 11   | 12   | 13   | 14   |
| 25   | 15   | 16   | 17   | 18   | 19   | 20   | 21   |
| 26   | 22   | 23   | 24   | 25   | 26   | 27   | 28   |
| 27   | 29   | 30   |      |      |      |      |      |

| Juli | Juli | Juli | Juli | Juli | Juli | Juli | Juli |
| Kw   | Mo   | Di   | Mi   | Do   | Fr   | Sa   | So   |
| ---- | ---- | ---- | ---- | ---- | ---- | ---- | ---- |
| 27   |      |      | 1    | 2    | 3    | 4    | 5    |
| 28   | 6    | 7    | 8    | 9    | 10   | 11   | 12   |
| 29   | 13   | 14   | 15   | 16   | 17   | 18   | 19   |
| 30   | 20   | 21   | 22   | 23   | 24   | 25   | 26   |
| 31   | 27   | 28   | 29   | 30   | 31   |      |      |

| August | August | August | August | August | August | August | August |
| Kw     | Mo     | Di     | Mi     | Do     | Fr     | Sa     | So     |
| ------ | ------ | ------ | ------ | ------ | ------ | ------ | ------ |
| 31     |        |        |        |        |        | 1      | 2      |
| 32     | 3      | 4      | 5      | 6      | 7      | 8      | 9      |
| 33     | 10     | 11     | 12     | 13     | 14     | 15     | 16     |
| 34     | 17     | 18     | 19     | 20     | 21     | 22     | 23     |
| 35     | 24     | 25     | 26     | 27     | 28     | 29     | 30     |
| 36     | 31     |        |        |        |        |        |        |

| September | September | September | September | September | September | September | September |
| Kw        | Mo        | Di        | Mi        | Do        | Fr        | Sa        | So        |
| --------- | --------- | --------- | --------- | --------- | --------- | --------- | --------- |
| 36        |           | 1         | 2         | 3         | 4         | 5         | 6         |
| 37        | 7         | 8         | 9         | 10        | 11        | 12        | 13        |
| 38        | 14        | 15        | 16        | 17        | 18        | 19        | 20        |
| 39        | 21        | 22        | 23        | 24        | 25        | 26        | 27        |
| 40        | 28        | 29        | 30        |           |           |           |           |

| Oktober | Oktober | Oktober | Oktober | Oktober | Oktober | Oktober | Oktober |
| Kw      | Mo      | Di      | Mi      | Do      | Fr      | Sa      | So      |
| ------- | ------- | ------- | ------- | ------- | ------- | ------- | ------- |
| 40      |         |         |         | 1       | 2       | 3       | 4       |
| 41      | 5       | 6       | 7       | 8       | 9       | 10      | 11      |
| 42      | 12      | 13      | 14      | 15      | 16      | 17      | 18      |
| 43      | 19      | 20      | 21      | 22      | 23      | 24      | 25      |
| 44      | 26      | 27      | 28      | 29      | 30      | 31      |         |

| November | November | November | November | November | November | November | November |
| Kw       | Mo       | Di       | Mi       | Do       | Fr       | Sa       | So       |
| -------- | -------- | -------- | -------- | -------- | -------- | -------- | -------- |
| 44       |          |          |          |          |          |          | 1        |
| 45       | 2        | 3        | 4        | 5        | 6        | 7        | 8        |
| 46       | 9        | 10       | 11       | 12       | 13       | 14       | 15       |
| 47       | 16       | 17       | 18       | 19       | 20       | 21       | 22       |
| 48       | 23       | 24       | 25       | 26       | 27       | 28       | 29       |
| 49       | 30       |          |          |          |          |          |          |

| Dezember | Dezember | Dezember | Dezember | Dezember | Dezember | Dezember | Dezember |
| Kw       | Mo       | Di       | Mi       | Do       | Fr       | Sa       | So       |
| -------- | -------- | -------- | -------- | -------- | -------- | -------- | -------- |
| 49       |          | 1        | 2        | 3        | 4        | 5        | 6        |
| 50       | 7        | 8        | 9        | 10       | 11       | 12       | 13       |
| 51       | 14       | 15       | 16       | 17       | 18       | 19       | 20       |
| 52       | 21       | 22       | 23       | 24       | 25       | 26       | 27       |
| 53       | 28       | 29       | 30       | 31       |          |          |          |

## Ereignisse

### Politik und Weltgeschehen

#### Der Krieg in Europa
- 6. Februar: In Chur wird der gegen die französische Anwesenheit in Graubünden gerichtete Kettenbund geschlossen.
- 21. Februar: Der Kettenbund unter der Führung von Jörg Jenatsch zieht vor die Rohanschanze. Die Franzosen unter Henri II. de Rohan müssen am 26. Februar kapitulieren und ziehen am 5. Mai aus den Drei Bünden ab.
- 15. Februar: Nach dem Tod von Kaiser Ferdinand II. folgt ihm sein Sohn Ferdinand III. auf den Thron.
- 28. Juni: Die seit 1632 französisch besetzte Festung Ehrenbreitstein bei Koblenz ergibt sich nach einjähriger Belagerung den kaiserlich-bayerischen Truppen unter Johann von Werth.
- 10. Oktober: Die Stadt Breda ergibt sich im Achtzigjährigen Krieg nach elf Wochen Belagerung den Truppen des Statthalters der Vereinigten Niederlande Friedrich Heinrich von Oranien.

#### Weitere Ereignisse in Europa
- 10. März: Der Greifenherzog Bogislaw XIV. stirbt und hinterlässt keine eigenen Nachkommen. Hinsichtlich anderer Linien und Abkömmlinge aus dem Greifengeschlecht wurde keine Erbfolgeregelung von den Bündnispartnern und Ständen akzeptiert. Damit endete die Herrschaft der Greifen in Pommern und auch die staatliche Selbständigkeit Pommerns.
- Unter Großmeister Jean de Lascaris-Castellar beginnt der Bau der sogenannten Lascaris Towers zur Befestigung der Insel Malta. Einer der ersten Türme die fertiggestellt werden, ist der Għajn Tuffieħa Tower.

#### Der Pequot-Krieg in Neuengland
- 1. Mai: Die englische Kolonie Connecticut erklärt den Offensivkrieg gegen den indigenen Stamm der Pequot. Der Pequot-Krieg beginnt.

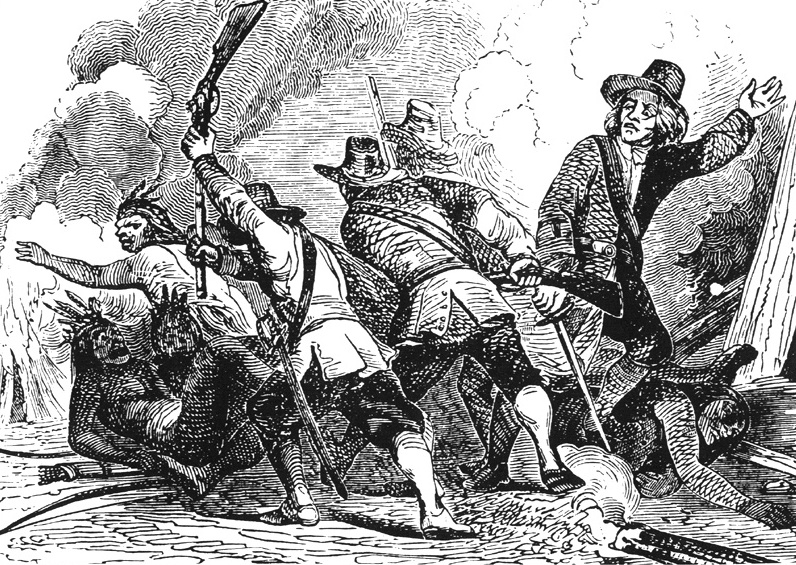
Angriff der Kolonisten auf das Pequot-Fort am Mystic River

- 26. Mai: Captain John Mason umstellt mit 90 englischen Kolonisten und mehreren Hundert indianischen Verbündeten ein befestigtes Pequot-Dorf am Mystic River und steckt es in Brand. Beim Mystic Massaker kommen rund 700 Menschen ums Leben.
- Mitte Juni: Nach einer Niederlage gegen die englischen Kolonisten flieht der Pequot-Sachem Sassacus zum verbündeten Stamm der Mohawk. Diese fürchten jedoch die Vergeltung der Engländer, töten Sassacus und schicken seinen Kopf nach Hartford.
- 28. Juli: Mit der Tötung der letzten großen Gruppe von fliehenden Pequot endet eine der ersten bewaffneten Auseinandersetzungen zwischen den indianischen Ureinwohnern Neuenglands und den britischen Kolonisten. Der Stamm der Pequot ist damit nahezu komplett ausgelöscht.

#### Weitere Ereignisse in Nordamerika
- Der puritanische Pastor John Davenport führt eine Schar von Religionsflüchtlingen im Frühjahr 1637 von den Niederlanden über England nach Amerika. Die Gruppe kommt am 26. Juni an Bord der Hector in Boston an, entscheidet sich aber, ihre eigene Kolonie zu errichten, da ihr die Massachusetts Bay Colony in ihren religiösen Bräuchen zu nachlässig scheint. Im selben Herbst gerät Theophilus Eaton, einer der Gefolgsleute Davenports, auf der Suche nach einem geeigneten Ort im Süden an das nördliche Ufer des Long Island Sound. An der Mündung des Quinnipiac River kauft er von den dortigen Indianern Land, wo die Gruppe im folgenden Jahr die New Haven Colony gründet.

#### Afrika

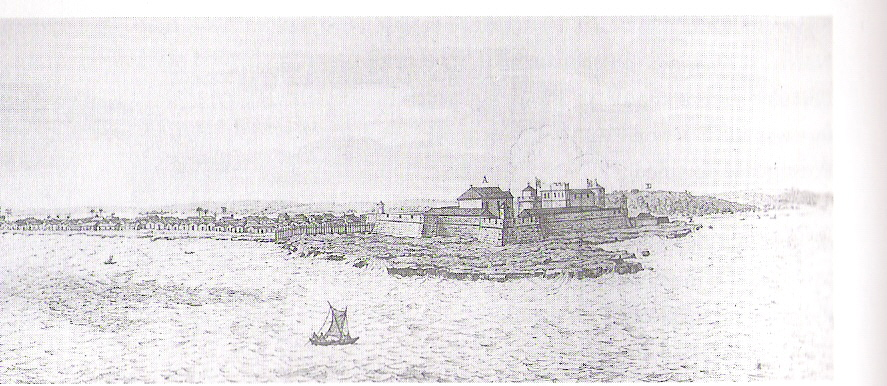
Elmina 1637

- 24. August: Die Schlacht um Elmina beginnt. Die angreifenden Niederländer erhalten dabei Unterstützung aus dem unabhängigen Staat Elmina gegen die Portugiesen bei der Eroberung der Stadt.
- 29. August: Die Niederländer erlangen nach mehrtägiger Kanonade das portugiesische Fort São Jorge da Mina in Elmina an der Goldküste durch Kapitulation ihrer Besatzung. Die Festung zählt heute zum ghanaischen Weltkulturerbe.

#### Asien
- 17. Dezember: Der Shimabara-Aufstand japanischer Bauern gegen das Tokugawa-Shōgunat beginnt. Die Rebellion wird getragen von etwa 23.000 Bauern und herrenlosen Samurai (Rōnin), einschließlich vieler Frauen und findet in der Umgebung der Stadt Shimabara auf der Shimabara-Halbinsel in der Provinz Hizen und den nahegelegenen Amakusa-Inseln unter Führung von Amakusa Shirō statt. Beide Gebiete sind zuvor unter dem vorherigen christlichen Daimyo Konishi Yukinaga von den Jesuiten missioniert worden. Der Aufstand ist jedoch nicht religiös begründet, sondern richtet sich gegen die übermäßige Steuerlast.
- 27. Dezember: Im Shimabara-Aufstand besiegen rebellierende japanische Bauern ein Heer von 3.000 Samurai. Die rund 200 Überlebenden ziehen sich nach Nagasaki zurück, und der Gouverneur bittet das Shōgunat um Verstärkung, die Anfang des folgenden Jahres eintrifft.

### Wirtschaft
- 3. Februar: Bei einer Tulpenversteigerung in Haarlem können zur Zeit der Tulpenmanie die erwarteten Preise nicht mehr erzielt werden. Ein Preisverfall setzt in der Folge ein, die Spekulationsblase platzt.
- 5. Februar: Das Ende der großen Tulpenmanie in Holland führt zum ersten großen Börsenabsturz der Wirtschaftsgeschichte. Noch Jahre nach dem Crash sind die Folgen in Form einer wirtschaftlichen Rezession zu spüren.
- 14. Februar: Die schwedische Bergbehörde Bergsstaten wird gegründet.
- Die japanische Reisweinbrauerei Gekkeikan wird gegründet.

### Wissenschaft und Technik

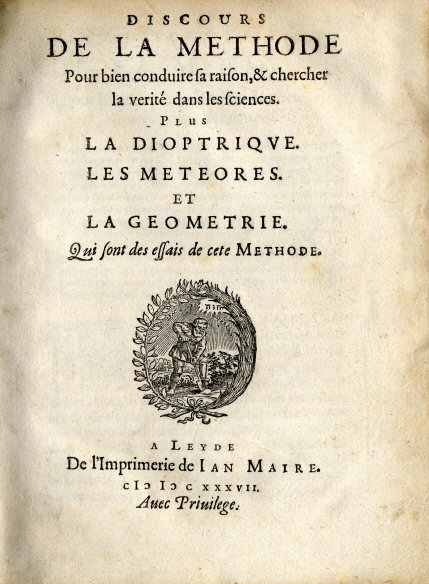
Discours de la méthode, Erstausgabe

- 8. Juni: René Descartes veröffentlicht Discours de la méthode (Abhandlung über die Methode des richtigen Vernunftgebrauchs) mit den Abhandlungen über die Geometrie, die Dioptrik und die Meteore.

### Kultur und Gesellschaft
- Februar/März: In Paris kommt es zum literarischen Streit Querelle du Cid zwischen Jean Mairet und Georges de Scudéry sowie Pierre Corneille, in dem die beiden ersteren Plagiatsvorwürfe bezüglich Corneilles im Vorjahr erschienenen Stücks Le Cid erheben.
- In Venedig wird das weltweit erste öffentliche Opernhaus, das Teatro San Cassiano, eröffnet.
- Andreas Gryphius verfasst das Sonett Es ist alles eitel.
- Aus Frankreich sind erstmals Regeln für das Stichkartenspiel Tarock überliefert.

### Religion

#### Buddhismus
- Das Dratshang-Kloster in Tibet wird gegründet.
- Der Bau des Punakha-Dzong im heutigen Bhutan beginnt.

#### Christentum
- Im Geistlichen Psälterlein in Köln wird das vermutlich von Friedrich Spee verfasste Weihnachtslied Zu Bethlehem geboren veröffentlicht.

## Historische Karten und Ansichten

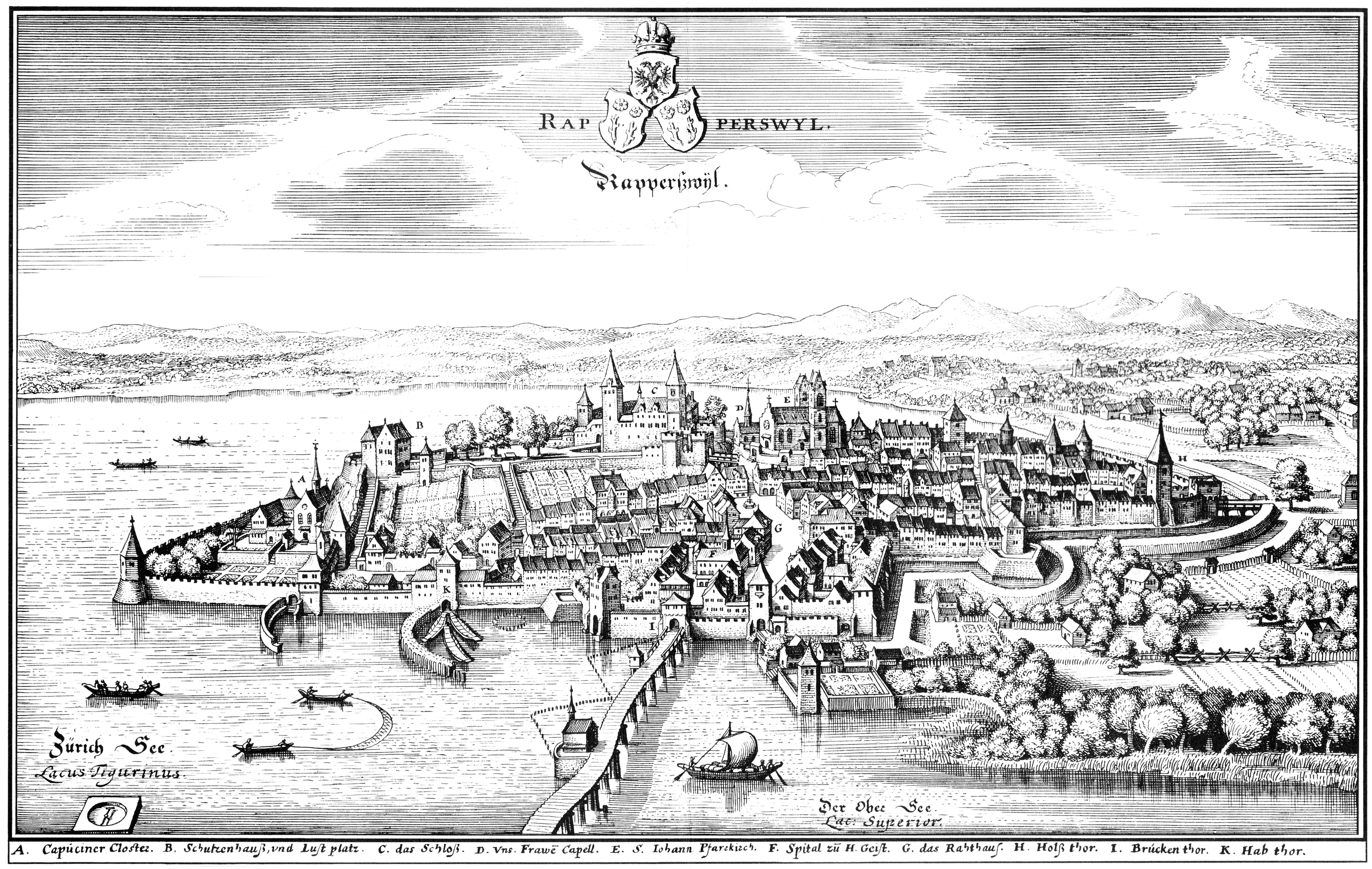
Rapperswil 1637

## Geboren

### Geburtsdatum gesichert
- 14. Januar: Jakob Breyne, Danziger Kaufmann und Botaniker († 1697)
- 16. Januar: Franz Kaspar von Stadion, Fürstbischof von Lavant († 1704)
- 21. Januar: Anton Hülse, deutscher Architekt des Barocks († 1712)
- 10. Februar: Henriette Catharina von Oranien-Nassau, Fürstin von Anhalt-Dessau († 1708)
- 12. Februar: Jan Swammerdam, niederländischer Naturforscher, Begründer der Präformationslehre († 1680)
- 26. Februar: Hieronymus Bauhin, Schweizer Arzt französischer Herkunft († 1667)
- 05. März: Jan van der Heyden, niederländischer Maler und Erfinder († 1712)
- 12. März: Anne Hyde, die erste Frau James Stuarts, des Herzogs von York, des späteren Königs von England und Schottland († 1671)
- 15. März: Johann Andreas Hochstetter, lutherischer Theologe, Professor an der Eberhard Karls Universität Tübingen († 1720)
- 13. Mai: Eremya Çelebi Kömürciyan, armenischer Dichter, Drucker, Historiker, Pädagoge, Musiker, Miniaturist und Übersetzer († 1695)
- 05. Juni: Philipp Ludwig Hanneken, deutscher lutherischer Theologe († 1706)
- 10. Juni: Jacques Marquette, französischer Mönch und Entdecker des Mississippi River († 1675)
- 22. Juni: Christian II., Pfalzgraf und Herzog von Pfalz-Zweibrücken-Birkenfeld († 1717)
- 22. Juni: Joseph Werner, Schweizer Maler († 1710)
- 24. Juni: Johann Arnold Friderici, deutscher Mediziner und Botaniker († 1672)
- 08. Juli: Johann Georg Ebeling, deutscher Komponist († 1676)
- 14. Juli: Ferdinand Bonaventura I. von Harrach, österreichischer Diplomat, und Staatsmann († 1706)
- 01. August: Juliane Elisabeth von Waldeck, deutsche Gräfin, Wohltäterin der Armen und Waisen († 1707)
- 17. August: Johann Gerhard Arnold, deutscher Historiker, Konsistorialrat und Gymnasialrektor († 1717)
- 19. August: Æmilie Juliane von Barby-Mühlingen, Reichsgräfin von Schwarzburg-Rudolstadt, Dichterin geistlicher Lieder († 1706)
- 27. August: Charles Calvert, 3. Baron Baltimore, Lord Proprietor der englischen Kolonie Maryland († 1715)
- 01. September: Nicolas de Catinat, französischer General, Marschall von Frankreich († 1712)
- 29. September: Joachim Ernst von Grumbkow, kurbrandenburgischer Politiker († 1690)
- 26. November: Antonio Carneo, venezianischer Barockmaler († 1692)
- 06. Dezember: Edmund Andros, englischer Kolonialgouverneur († 1714)
- 16. Dezember: William Neile, englischer Mathematiker († 1670)
- 24. Dezember: Wolfgang Gundling, deutscher, protestantischer Prediger, Diakon und Kapitelsdekan und Kirchenschriftsteller († 1689)

### Genaues Geburtsdatum unbekannt
- vor dem 19. April: Mateo Cerezo der Jüngere , spanischer Maler († 1666)
- Anna Maria Martinozzi, eine der Mazarinetten und Fürstin von Conti († 1672)

### Geboren um 1637
- Dieterich Buxtehude, deutscher Organist und Komponist († 1707)

## Gestorben

### Erstes Halbjahr

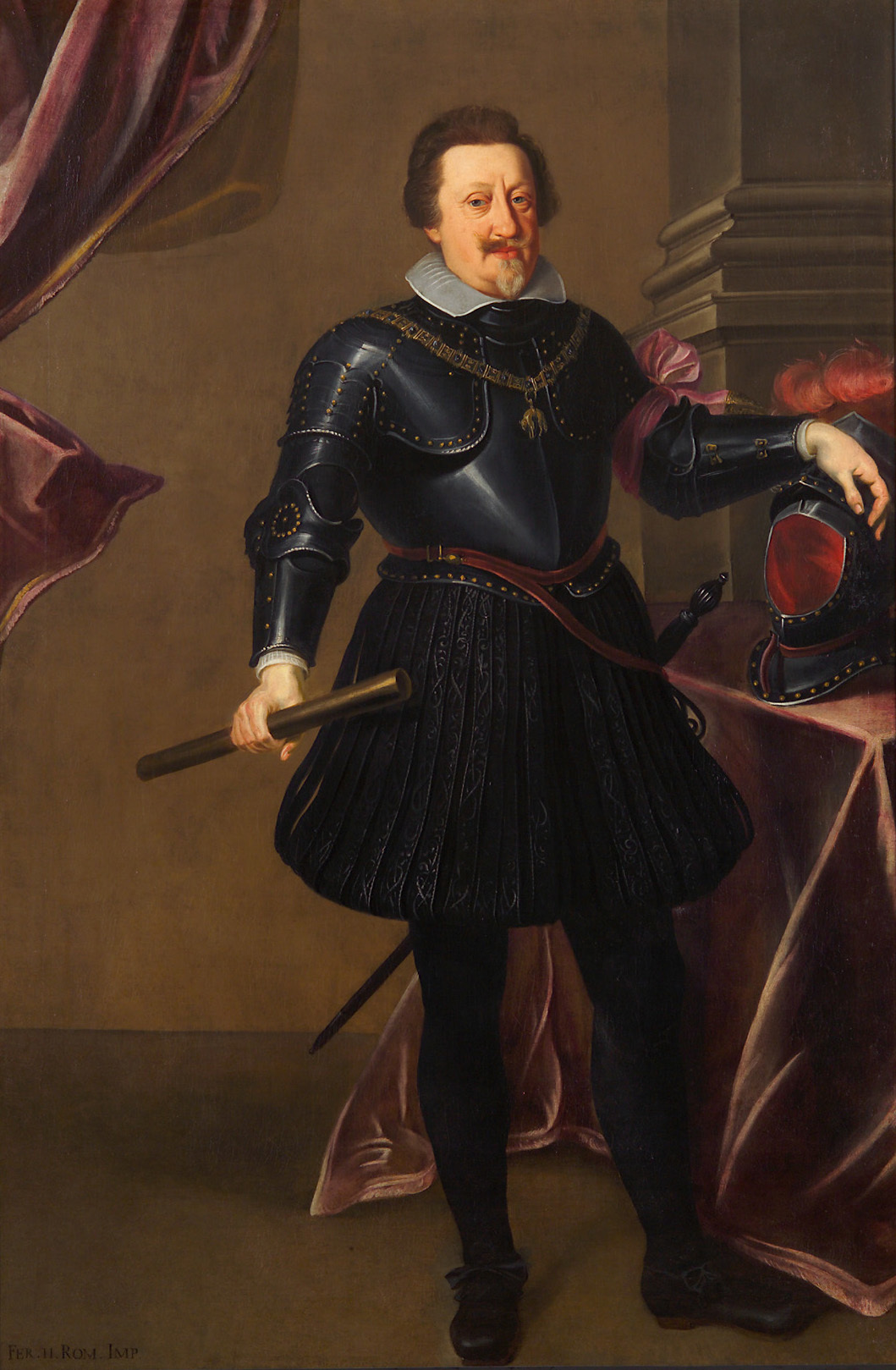
Kaiser Ferdinand II.

- 03. Februar: Gervase Markham, englischer Schriftsteller und Übersetzer (* um 1568)
- 15. Februar: Stefano Bernardi, italienischer Komponist und Musiktheoretiker (* 1577)
- 15. Februar: Ferdinand II., Kaiser des Heiligen Römischen Reiches (* 1578)
- 16. Februar: Henry Gellibrand, englischer Astronom (* 1597)
- 24. Februar: Dominicus Arumaeus, deutscher Rechtsgelehrter (* 1579)
- 10. März: Bogislaw XIV., letzter Herzog von Pommern (*  1580)
- 12. März: Anders Christensen Arrebo, dänischer Geistlicher und Schriftsteller (* 1587)
- 19. März: Peter Pázmány, ungarischer Philosoph und Theologe (* 1570)
- 10. April: Jakob Müller, deutscher Mediziner und Mathematiker (* 1594)
- 16. April: Johannes V. Dressel, Abt des Zisterzienserklosters in Ebrach
- 19. Mai: Isaac Beeckman, holländischer Universalgelehrter, insbesondere Mathematiker, Physiker, Arzt und Naturphilosoph (* 1588)
- 28. Mai: Anton Matthäus, deutscher Rechtswissenschaftler (* 1564)
- 29. Mai: Jiří Třanovský, slowakischer Hymnendichter und Komponist (* 1592)
- 31. Mai: Jodok Hösli, Schweizer Abt  (* um 1592)
- 28. Juni: Andreas Siegel, deutscher frühkapitalistischer Unternehmer (* 1569)

### Zweites Halbjahr
- 01. Juli: Christoph von Dohna, deutscher Politiker und Gelehrter zur Zeit des Dreißigjährigen Krieges (* 1583)
- 21. Juli: Daniel Sennert, deutscher Arzt (* 1572)
- 28. Juli: Johann Christoph von Westerstetten, Bischof von Eichstätt, Gegenreformator und Hexenverfolger (* 1563)
- 30. Juli: Jacob Collaert, Freibeuter aus Dünkirchen (* 1584)
- 06. August: Ben Jonson, englischer Bühnenautor und Dichter (* 1572)
- 11. August: Albrecht Manuel, Schultheiss von Bern (* 1560)
- 14. August: Nikolaus Elerdt, deutscher lutherischer Theologe und Liederdichter (* 1586)
- 17. August: Johann Gerhard, deutscher lutherischer Theologe (* 1582)
- 20. August: Anton Varus, deutscher Logiker und Mediziner (* 1557)
- 04. September: Erasmus Schmidt, deutscher Philologe und Mathematiker (* 1570)
- 08. September: Robert Fludd, englischer Philosoph und Theosoph (* 1574)
- 21. September: Wilhelm V., Landgraf von Hessen-Kassel (* 1602)
- 22. September: Carlo I. Gonzaga, Herzog von Nevers und Rethel (* 1580)
- 02. Oktober: Angelo Sala, Arzt, Wissenschaftler und Mitglied der Fruchtbringenden Gesellschaft (* 1576)
- 05. Oktober: Daniel Cramer, deutscher lutherischer Theologe; Chronist und Autor (* 1568)
- 07. Oktober: Viktor Amadeus I., Herzog von Savoyen (* 1587)
- 09. Oktober: Friedrich von Schilling, deutscher Gelehrter (* 1584)
- 17. Oktober: Erasmus Sartorius, deutscher Komponist, Organist, Musikschriftsteller und Poet (* 1577)
- 18. Oktober: Foppe van Aitzema, Braunschweiger Jurist und Politiker (* um 1580)
- 18. Oktober: Peter Heinrich von Stralendorf, Reichsvizekanzler des Heiligen Römischen Reiches (* 1580)
- 21. Oktober: Laurens Reael, niederländischer Admiral und Generalgouverneur der niederländischen Ostindien-Kompanie (VOC) in Südostasien (* 1583)
- 27. Oktober: Ludwig Heidenreich von Callenberg, deutscher Hofbeamter und Offizier
- 03. November: Bartholomäus Battus, deutscher evangelischer Theologe (* 1571)
- 23. November: Carlos Coloma de Saa, spanischer Militärkommandant, Diplomat und Autor (* 1567)
- 26. November: Andries de Witt, amtierender Ratspensionär von Holland (* 1573)
- 04. Dezember: Hartger Henot, Kölner Domherr, Jurist und Doktor beider Rechte (* 1571)
- 31. Dezember: Christian, Graf von Waldeck (* 1585)